# Black bun

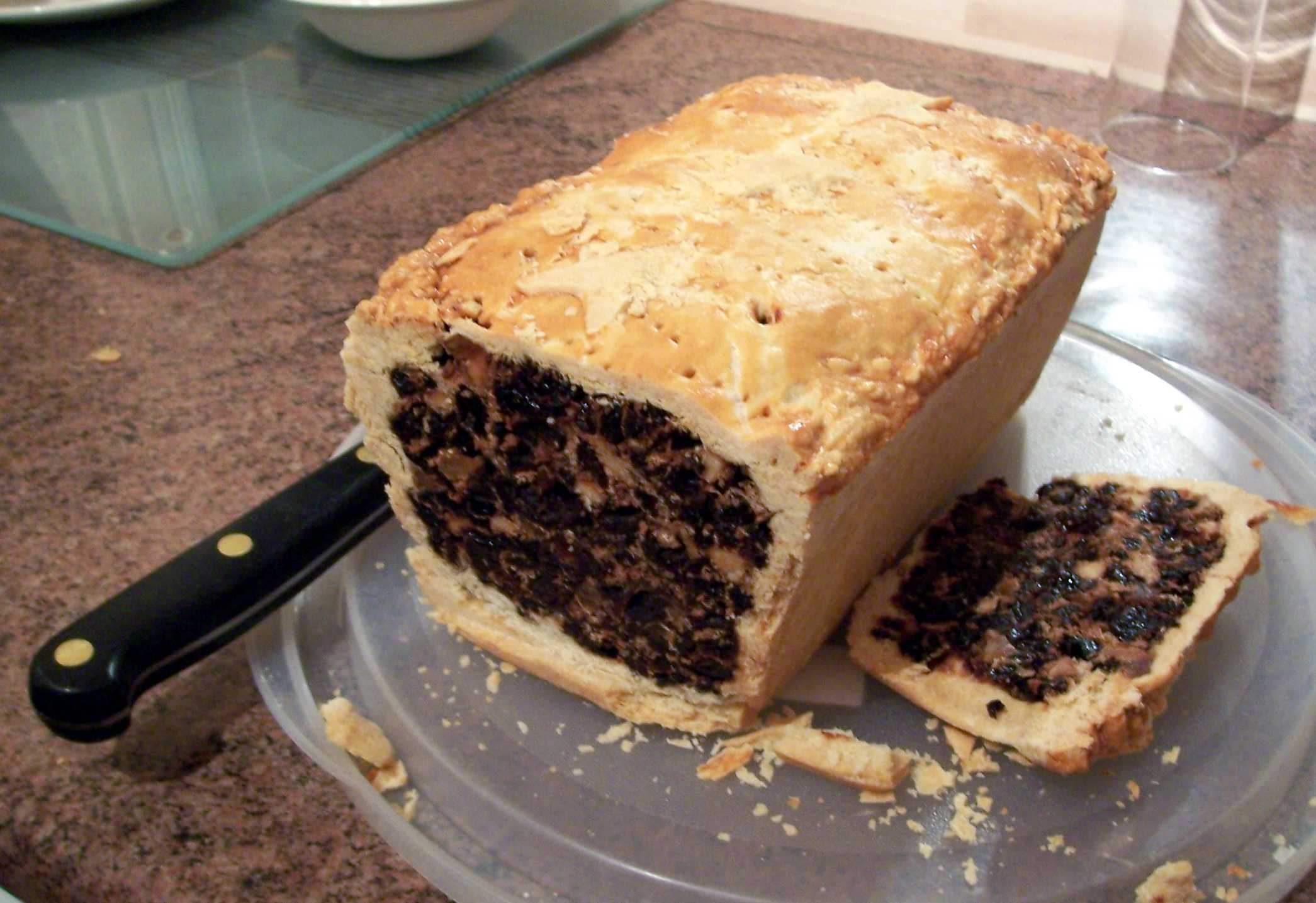
Un black bun abierto y mostrando su interior oscuro.

El black bun es un pastel relleno de frutas típico de la cocina escocesa (por regla general en la festividad de Hogmanay). La denominación de black bun viene a significar en inglés bollo negro aspecto que posee su interior. En la antigüedad era un postre típico de la celebración de Twelfth Night en el año nuevo escocés. 

## Características
El plato se prepara con una masa rellena de frutas finamente cortadas y que se coloca finalmente en un horno para que se cocine durante un largo periodo de tiempo. Las frutas suelen ser cítricos sin piel y confitados, almendras, pasas, azúcar y especias diversas mezcladas con whisky en un  grande que permite que se remueva.